# Chemistry Europe
Chemistry Europe est une organisation fondée au milieu des années 1990 sous le nom de ChemPubSoc Europe. Elle regroupe seize sociétés savantes de chimie européennes avec l'objectif de répondre au déclin des revues scientifiques publiées individuellement par les sociétés européennes. Elle change de nom en 2020.

## Sociétés
D'après.[incompréhensible]

### Membres
- Gesellschaft Österreichischer Chemiker (GÖCH), Autriche
- Société Royale de Chimie (SRC), Belgique
- Koninklijke Vlaamse Chemische Vereniging (KVCV), Belgique
- Česká Společnost Chemická (ČSCH), République Tchèque
- Société chimique de France (SCF), France
- Gesellschaft Deutscher Chemiker (GDCh), Allemagne
- Association of Greek Chemists (EEX), Grèce
- Magyar Kémikusok Egyesülete (MKE), Hongrie
- Società Chimica Italiana (SCI), Italie
- Koninklijke Nederlandse Chemische Vereniging (KNCV), Pays-Bas
- Polskie Towarzystwo Chemiczne (PTChem), Pologne
- Sociedade Portuguesa de Química (SPQ), Portugal
- Real Sociedad Española de Química (RSEQ), Espagne
- Svenska Kemistsamfundet (SK), Suède
- Schweizerische Chemische Gesellschaft (SCG), Suisse

### Membres associés
- Slovenská Chemická Spoloćnosť (SCS), Slovaquie

## Publications

### Revues actuelles
- Chemistry: A European Journal
- European Journal of Organic Chemistry
- European Journal of Inorganic Chemistry
- ChemBioChem
- ChemPhysChem
- ChemMedChem
- ChemSusChem
- ChemCatChem
- ChemPlusChem
- ChemElectroChem
- ChemistryOpen
- Chemistry Methods
- ChemSystemsChem
- Batteries & Supercaps
- Chemistry Select
- ChemPhotoChem

### Magazine et portail
- ChemistryViews est un portail en anglais de l'actualité chimique mis en place par la ChemPubsoc.
- ChemViews est le magazine de la ChemPubSoc.

### Anciennes revues
Les revues scientifiques actuelles sont le résultat de la fusion des publications antérieures suivantes :
- Liebigs Annalen (1997)
- Chemische Berichte (1997)
- Bulletin des Sociétés Chimiques Belges (1997)
- Bulletin de la Société Chimique de France (1997)
- Gazzetta Chimica Italiana (1997)
- Recueil des Travaux Chimiques des Pays-Bas (1997)
- Anales de Química (1997)
- Chimika Chronika (1997)
- Revista Portuguesa de Química (1997)
- Acta Chimica Hungarica, Models in Chemistry (2000)
- Polish Journal of Chemistry (2009)
- Journal de Chimie Physique et de Physico-Chimie Biologique (1999)
- Il Farmaco (2005)
- Annali di Chimica (2007)
- Collection of Czechoslovak Chemical Communications (2011)